# Сумма Римана

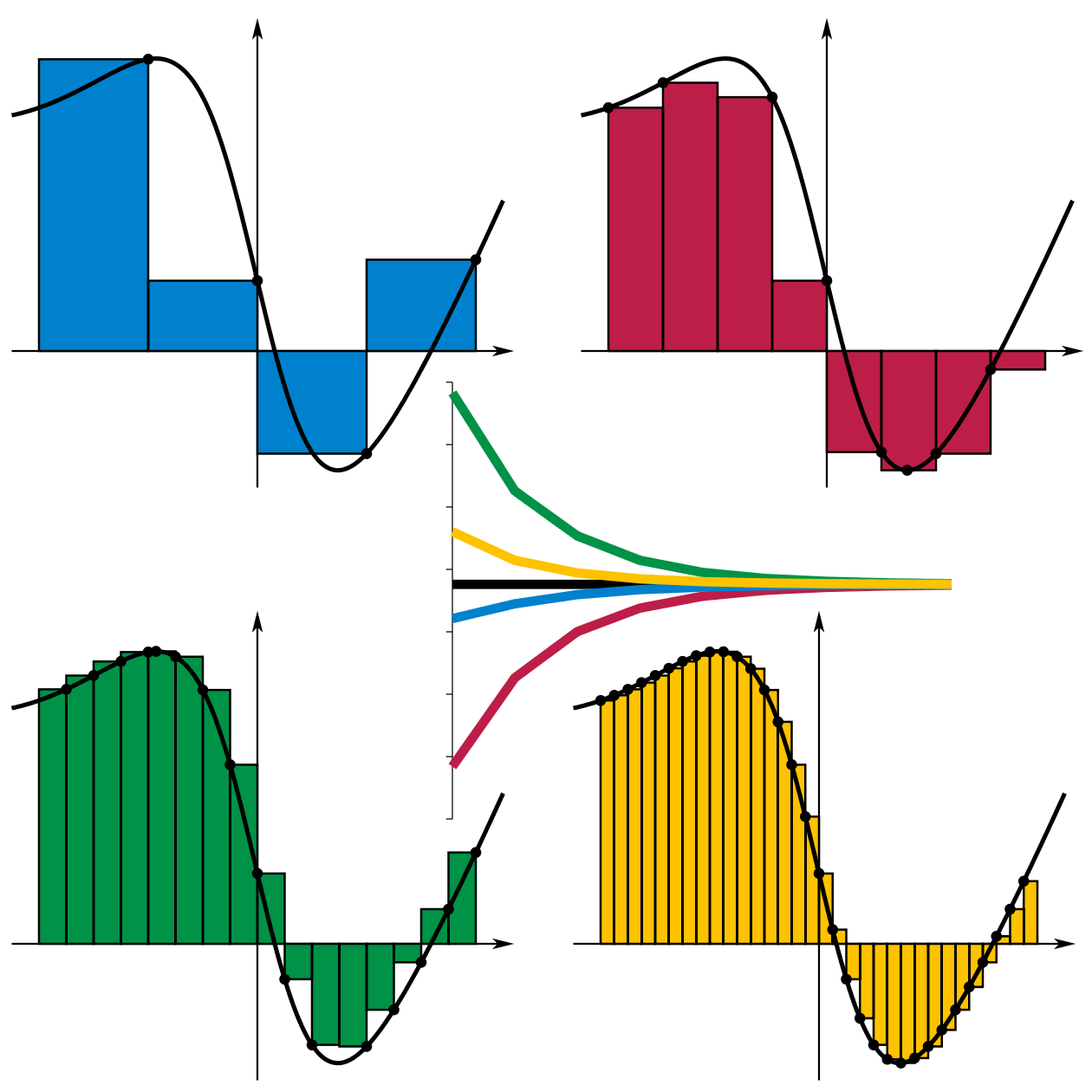
Четыре метода суммирования по Риману для аппроксимации области, расположенной между кривой и осью абсцисс. Аппроксимация правым и левым методами производится с использованием правых и левых предельных точек на каждом подынтервале соответственно. Методы максимума и минимума осуществляют аппроксимацию с использованием наибольшего и наименьшего значений предельных точек на каждом подынтервале соответственно.

Сумма Римана — один из механизмов определения интеграла через сумму вида {\displaystyle \sum f(x)\Delta x}. Используется в определении интеграла Римана. Названа в честь первооткрывателя, Бернхарда Римана.

## Определение
Пусть {\displaystyle f:D\rightarrow R} является функцией определённой на подмножестве {\displaystyle D} на вещественной прямой {\displaystyle R}. {\displaystyle I=[a,b]} — замкнутый интервал содержащийся в {\displaystyle D}. {\displaystyle P={[x_{0},x_{1}),[x_{1},x_{2}),...[x_{n-1},x_{n}]}} является разбиением {\displaystyle I}, в котором {\displaystyle a=x_{0}<x_{1}<x_{2}...<x_{n}=b}.
Сумма Римана функции {\displaystyle f} с разбиением {\displaystyle P} определяется следующим образом:
{\displaystyle S=\sum _{i=1}^{n}f(x_{i}^{*})(x_{i}-x_{i-1})}
где {\displaystyle x_{i-1}\leqslant x_{i}^{*}\leqslant x_{i}}. Выбор {\displaystyle x_{i}^{*}} в данном интервале является произвольным. Если {\displaystyle x_{i}^{*}=x_{i-1}} для всех {\displaystyle i}, тогда {\displaystyle S} называется левой суммой Римана. Если {\displaystyle x_{i}^{*}=x_{i}}, тогда {\displaystyle S} называется правой суммой Римана. Если {\displaystyle x_{i}^{*}={\frac {1}{2}}(x_{i}+x_{i-1})}, тогда {\displaystyle S} называется средней суммой Римана. Усреднённое значение левой и правой суммы Римана называется трапециевидной суммой.
Если Сумма Римана представляется в виде:
{\displaystyle S=\sum _{i=1}^{n}v_{i}(x_{i}-x_{i-1})},
где {\displaystyle v_{i}} является точной верхней границей множества {\displaystyle f} на интервале {\displaystyle [x_{i-1},x_{i}]}, то {\displaystyle S} называется верхней суммой Римана. Аналогично, если {\displaystyle v_{i}} является точной нижней границей множества {\displaystyle f} интервале {\displaystyle [x_{i-1},x_{i}]}, то {\displaystyle S} называется нижней суммой Римана.
Любая сумма Римана с заданным разбиением (при выборе любого значения {\displaystyle x_{i}^{*}} из интервала {\displaystyle [x_{i-1},x_{i}]}) находится между нижней и верхней суммами Римана.
Если для функции {\displaystyle f} и отрезка {\displaystyle [a;b]} существует предел сумм Римана, когда шаг разбиения стремится к нулю (независимо от выбора {\displaystyle x_{i}^{*}}), то этот предел называют интегралом Римана функции {\displaystyle f} на отрезке {\displaystyle [a;b]} и обозначается {\displaystyle \int \limits _{a}^{b}f(x)\,dx}.